# 犬塚又太郎
犬塚 又太郎（いぬづか またたろう、1905年5月1日 - 1994年）は、日本の漢学研究家、（財）致道博物館初代館長理事・常任顧問。

## 略歴
- 1905年（明治38年） - 現在の鶴岡市に生まれる。
- 1923年（大正12年）
  - 山形県立鶴岡中学校（現・山形県立鶴岡南高等学校）卒業[1]。
  - 旧庄内藩主酒井家学問所文会堂に勤務[1]。
- 1946年（昭和21年） - 東北農家研究所が創立され理事長 就任[1]。
- 1950年（昭和25年）6月 - （財）以文会が設立され代表常任理事に就任し、同会設立の致道博物館の館長就任[1]。
- 1957年（昭和32年）1月 - （財）以文会が（財）致道博物館となり初代館長理事 就任[1]。
- 1962年（昭和37年）3月 - 昭和三十六年度学芸員無試験認定 合格。
- 1987年（昭和62年）2月 - 同館の役員改選で常任顧問に就任し、館長職の後任には酒井忠一が就いた。
- 1994年（平成6年） - 死去。

## 受賞歴
- 1968年（昭和43年） - 清川八郎文化賞
- 1974年（昭和49年）11月8日 - 紫綬褒章

## 著作物
著書
- 1961年（昭和36年） - 『庄内と大西郷』 致道博物館（出版）
- 1970年（昭和45年） - 『土屋竹雨遺墨集』 致道博物館（出版）
- 1992年（平成4年） - 『論語抄 小解 - 第1集・第2集 - 』 致道博物館（出版）
- 1993年（平成5年） - 『論語抄 小解 - 第3集 - 』 致道博物館（出版）
- 1996年（平成8年） - 『閑鴎集』 犬塚又太郎先生遺稿集刊行会（出版）
- 1998年（平成10年） - 『論語抄 小解 - 第4集 - 』 致道博物館（出版）

## 親族
- 高祖父：犬塚盛鷹 - 庄内藩番頭
- 曾祖父：犬塚又兵衛 - 考古学者
- 長男：犬塚幹士[1] - 歴史家
- 従兄 ：杉村顕道 - 文筆家・宮城県芸術協会理事長・宮城県教育文化功労者
- 従弟：杉村惇 - 洋画家・仙台市名誉市民・宮城教育大学名誉教授

## 参考資料
- 『庄内文化芸術名鑑』 長南寿一（著） 1982年
- 『官報』 第14358号 褒賞
- 『東京紳士録』昭和43年版